# جائزة الولايات المتحدة الكبرى للدراجات النارية 1991
جائزة الولايات المتحدة الكبرى للدراجات النارية 1991 هو سباق دراجات نارية أقيم بتاريخ 21 أبريل 1991 في حلبة لاغونا سيكا. كان الجولة الثالثة من أصل 15 في سباق الجائزة الكبرى للدراجات النارية موسم 1991. فاز الأمريكي وين ريني بفئة 500 سي سي بينما جاء الأسترالي ميك دوهان في المركز الثاني وحصل على المركز الثالث الأمريكي كيفن شوانتز.

## وصلات خارجية
- الموقع الرسمي